# Toodyay
Toodyay är en ort i Australien. Den ligger i kommunen Toodyay och delstaten Western Australia, omkring 73 kilometer nordost om delstatshuvudstaden Perth.